# Cousances-lès-Triconville
Cousances-lès-Triconville ist eine französische Gemeinde mit 146 Einwohnern (Stand 1. Januar 2022) im Département Meuse in der Region Grand Est (bis 2015 Lothringen). Die Gemeinde gehört zum Kanton Vaucouleurs im Arrondissement Commercy.

## Geografie
Die Gemeinde liegt zehn Kilometer westlich von Commercy.

## Geschichte
Die Gemeinde entstand 1973 durch Zusammenlegung der Dörfer Triconville und Cousances-les-Bois.

### Bevölkerungsentwicklung

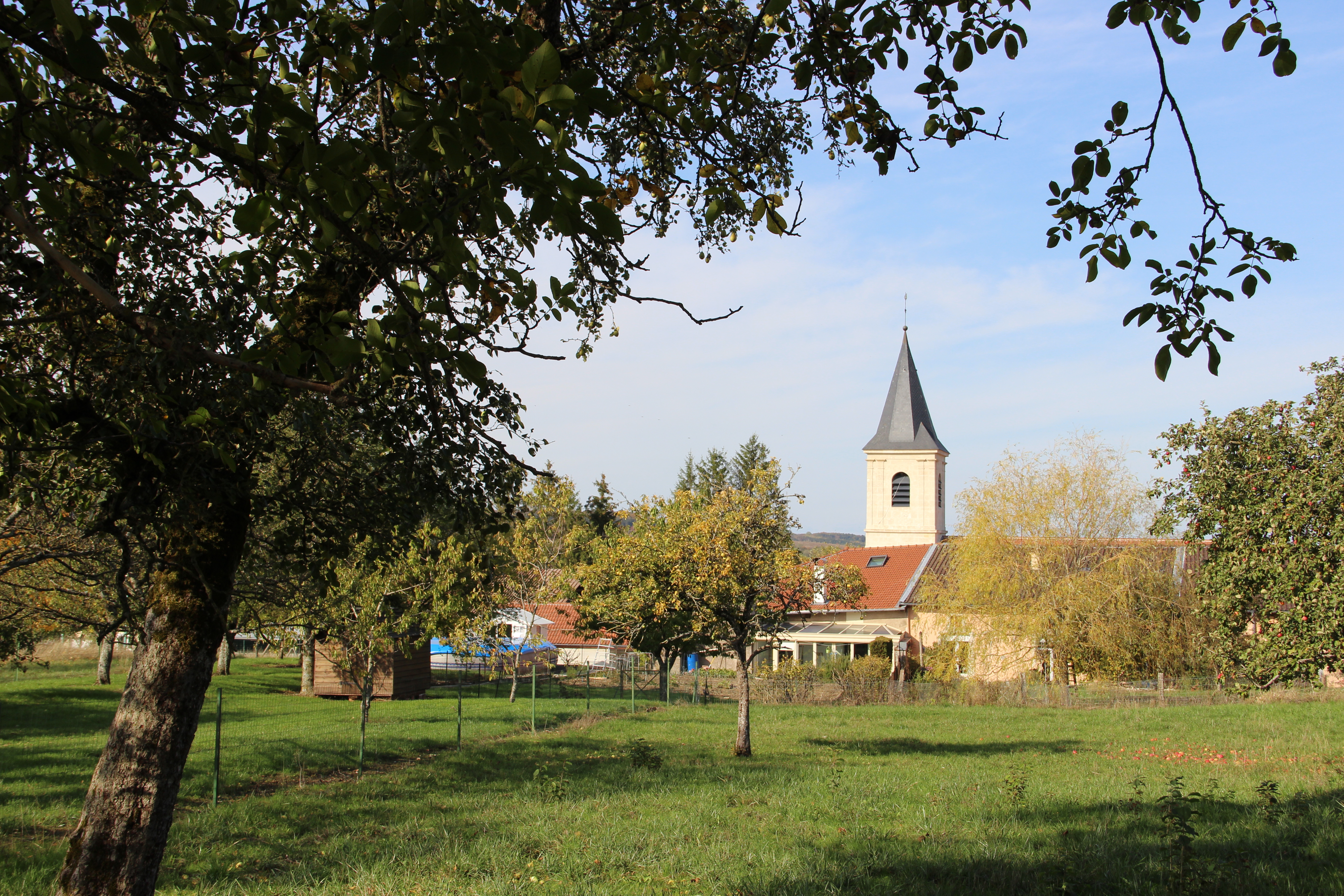
Blick auf Triconville mit der Kirche Saint-Michel

| Jahr      | 1962 | 1968 | 1975 | 1982 | 1990 | 1999 | 2010 | 2019 |
| Einwohner | 121  | 107  | 122  | 131  | 134  | 135  | 144  | 143  |